# 南袞

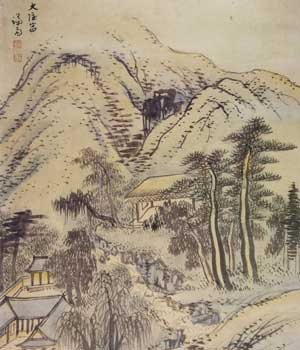
大隱岩
(南袞的草家)

南袞（韓語：남곤，1471年—1527年3月10日），本貫宜寧南氏，字士華（사화），號止亭（지정）、知足堂（지족당），朝鮮王朝的時期儒學者和政治人物。諡號文敬（문경）。
在二十三歲的那年，南袞就以一個生員的身份在別試文科乙科的考試中取得了優異的成績。不久，南袞受到了名臣金銓、申用溉等人的提拔進入了弘文館工作，並在殿廷考試中取得了第一名的成績。當時的實權者仁粹大妃相當賞識南袞，但甲子士禍，南袞被流配到了邊疆，中宗反正時回到了朝廷。中宗反正後南袞為反正功臣所賞識，被封為嘉善大夫。
在後來的十多年裏，南袞的仕途幾乎是一帆風順，在出任了大司憲之後，又得到了士林派推崇前輩鄭光弼的舉薦，當上了知中樞府事。1519年發生的“己卯士禍”南袞和沈貞聯合洪景舟驅除以趙光祖為首士林派的勢力，後又趕走政敵金安老，成為領議政，但由於後來與沈貞的不睦，遭受排擠。南袞於1527年逝世。

## 著作
- 止亭集
- 柳子光傳
- 南岳唱酬錄